# The Place of No Words
Pour plus de détails, voir Fiche technique et Distribution.
The Place of No Words est un film fantastique américain réalisé par Mark Webber, sorti en 2019.
Il est présenté en avant-première au festival du film de Tribeca 2019.

## Synopsis
Dans un monde où peuplent plusieurs sortes de créatures, voici une histoire entre un père et son fils.

## Fiche technique
Sauf indication contraire, les informations mentionnées dans cette section peuvent être confirmées par la base de données cinématographiques IMDb,  présente dans la section « Liens externes ».
- Titre : The Place of No Words
- Réalisation et scénario : Mark Webber
- Décors : Ciaran Thompson
- Montage : Mark Webber
- Photographie : Patrice Lucien Cochet
- Production : Dustin Hughes, Kai Lillie, Teresa Palmer et Mark Webber
  - Production exécutive : Tim Dowlin
- Sociétés de production : Mythical Films et Wide Awake Cinema
- Pays d'origine : États-Unis
- Langue originale : anglais
- Format : couleur
- Genre : fantastique, aventures, drame
- Dates de sortie :
  -  États-Unis : 27 avril 2019 (festival du film de Tribeca)

## Distribution
- Mark Webber
- Teresa Palmer
- Bodhi Palmer
- Nicole Elizabeth Berger
- Eric Christian Olsen
- Sarah Wright
- Phoebe Tonkin
- Anna Schafer